# Shire of Eacham
Der Shire of Eacham war ein Verwaltungsbezirk in Queensland, Australien. Er umfasste die Städte Butchers Creek, Jaggan, Millaa Millaa, Peeramon, Tarzali, Yungaburra und Malanda. Am 17. März 2008 wurde er in den Tablelands Regional Council integriert.

## Bevölkerungsentwicklung
| Jahr | Einwohner |
| ---- | --------- |
| 1933 | 4.324     |
| 1947 | 3.740     |
| 1954 | 3.771     |
| 1961 | 3.842     |
| 1966 | 3.598     |
| 1971 | 3.327     |
| 1976 | 3.433     |
| 1981 | 4.137     |
| 1986 | 5.135     |
| 1991 | 5.609     |
| 1996 | 6.074     |
| 2001 | 6.076     |
| 2006 | 6.359     |

## Bürgermeister
- Philip English (1988–2000)
- Mary Lyle (2000–2004)
- Ray Byrnes (2004–2008)